# Leonora Ruffo
Leonora Ruffo, pseudonimo di Bruna Bovi (Roma, 13 gennaio 1936 – Roma, 27 maggio 2007), è stata un'attrice italiana.

## Biografia

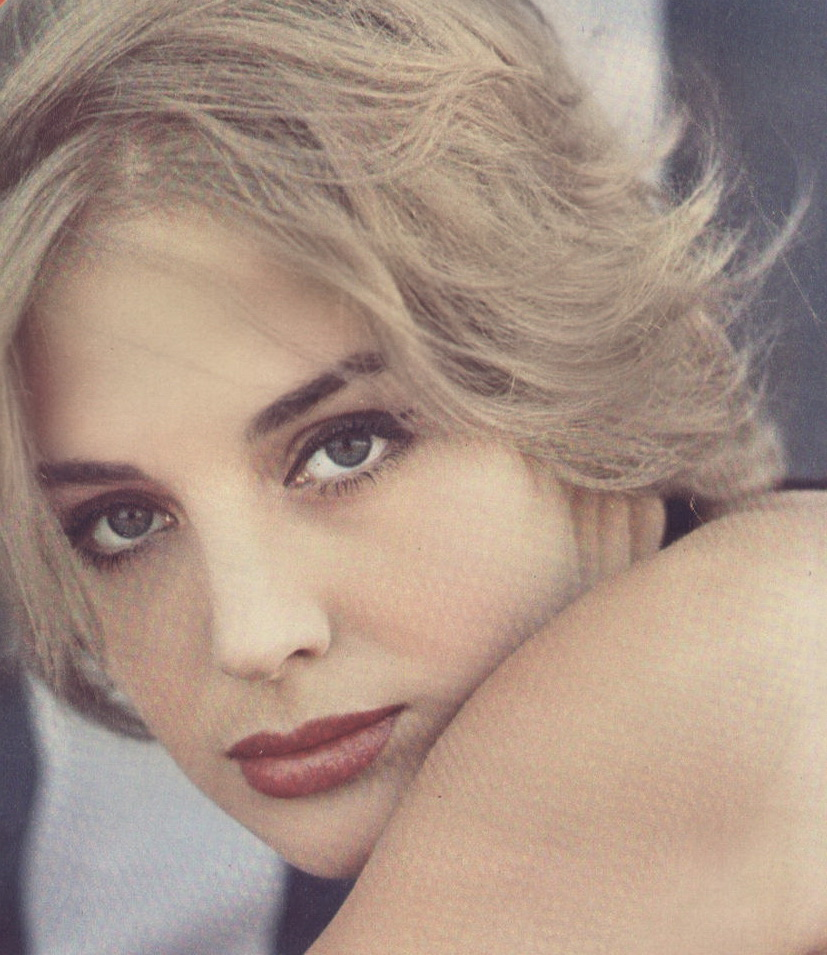
Leonora Ruffo nel 1960

Figlia di Angelo, maresciallo della Guardia di Finanza e plurivincitore, da allenatore, del campionato di pallacanestro italiano con la squadra Ginnastica Roma, Bruna è l'ultima di cinque sorelle. «Bionda, evanescente, molto graziosa, dall'aria tenera e indifesa», così la ricorda Enrico Lancia nel raccontare il difficile inizio della sua carriera cinematografica, quando è costretta a rifiutare, per l'opposizione dei genitori, due ruoli da protagonista in due film di grande spessore quali Cielo sulla palude (1949) di Augusto Genina e Domani è troppo tardi (1950) di Léonide Moguy.
L'attrice romana debutta ufficialmente nel 1950, vincendo le resistenze della famiglia, interpretando Bruna Falchi nel film drammatico Gli amanti di Ravello, diretto da Francesco De Robertis. Inizia ad apparire anche sulle pagine di alcuni noti fotoromanzi, tra cui Cine Illustrato, dove compare con vari pseudonimi. Nel 1951 viene notata da Pietro Francisci, che le affida la parte principale in Le meravigliose avventure di Guerrin Meschino (1952).
Nel 1952 è la protagonista in La regina di Saba, dove recita al fianco di Gino Cervi, impegnato nel ruolo di Re Salomone.
In seguito ricopre ruoli di maggior spessore, come quello di Sandra ne I vitelloni, di Federico Fellini (1953), dove interpreta la moglie tradita, caratterizzazione che le varrà menzioni in alcuni dei più importanti festival cinematografici italiani e internazionali, tra cui la mostra del cinema di Venezia e la conquista dell'ambita Rosa d'oro a Parigi. Nel 1954 è protagonista nel film a episodi Amori di mezzo secolo, diretto da Roberto Rossellini e Pietro Germi. Nel 1958 prende parte allo sceneggiato televisivo della RAI Nicholas Nickleby, trasposizione dell'omonimo romanzo di Charles Dickens diretta da Daniele D'Anza e curata da Alessandro De Stefani, con la partecipazione di Antonio Cifariello e Arnoldo Foà.

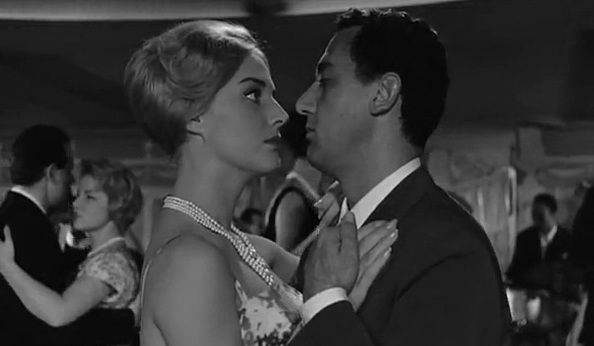
Leonora Ruffo con Alberto Sordi in Il vedovo (1959)

Il suo ruolo successivo più ricordato è quello di Gioia, la frivola amante di Alberto Sordi ne Il vedovo di Dino Risi (1959). 
Negli anni sessanta è interprete di numerosi film del genere peplum che ottengono un ottimo successo cinematografico: Ercole al centro della Terra, con Christopher Lee; Maciste contro il vampiro, diretto da Sergio Corbucci e Giacomo Gentilomo. Quindi prende parte allo sceneggiato televisivo Il tenente Sheridan. 
Nel 1966 interpreta l'aliena Kaena nel film di fantascienza 2+5 missione Hydra diretto da Pietro Francisci, accanto ad Anthony Freeman e Leontine May. Del 1968 il suo ultimo film, Brucia ragazzo brucia diretto da Fernando di Leo.

## Vita privata
È stata sposata per cinquant'anni con il produttore cinematografico Ermanno Curti (1930-2011). Ha avuto due figli, Stefano (1959) e Gianluca (1963). Era inoltre zia di Claudia Mori, moglie di Adriano Celentano.

## Filmografia

### Cinema

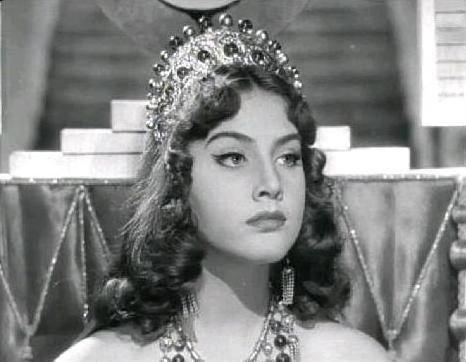
Leonora Ruffo ne La regina di Saba (1952)

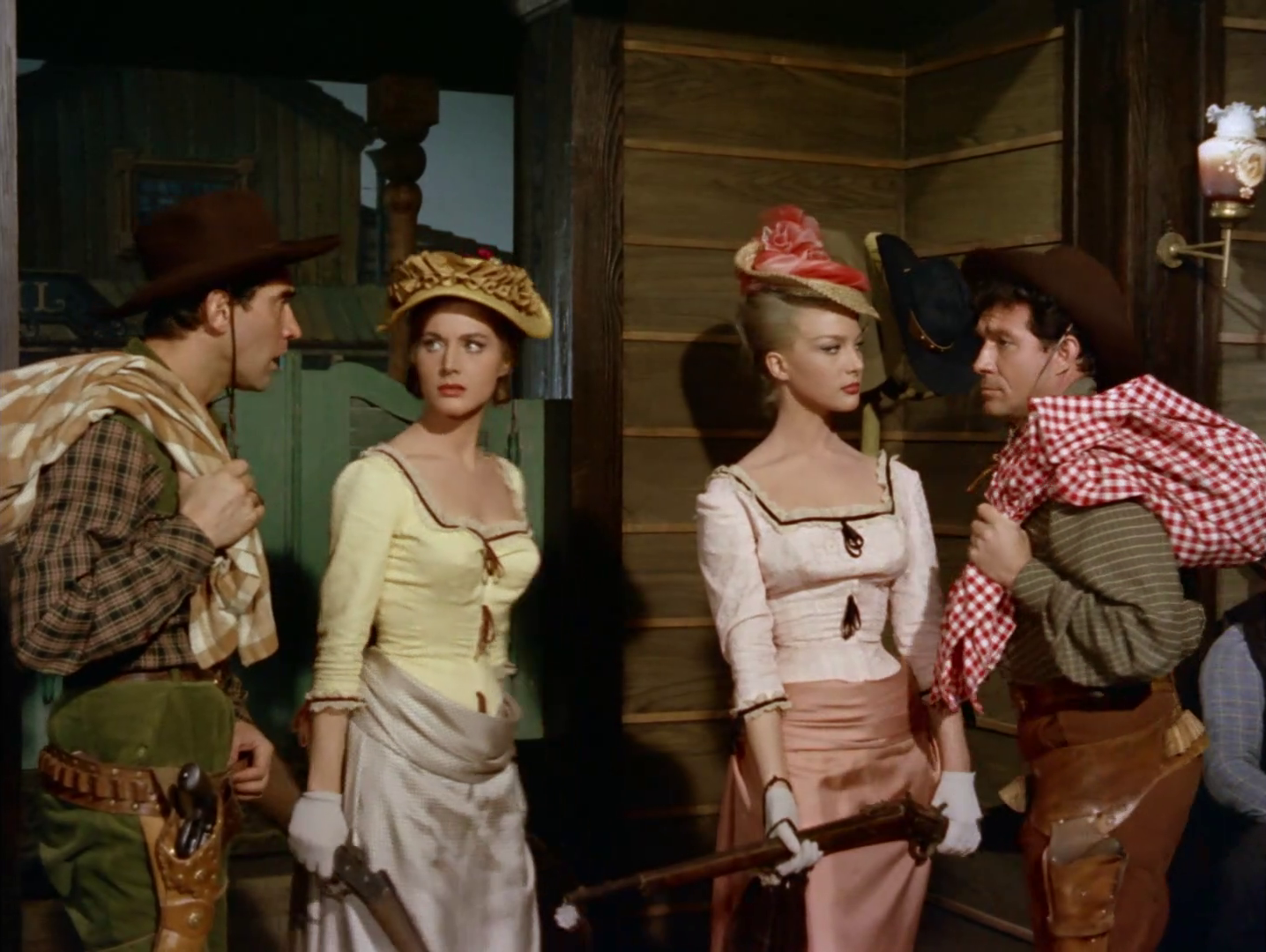
Walter Chiari, Leonora Ruffo, Hélène Chanel e Ugo Tognazzi nel film Un dollaro di fifa (1960)

- Gli amanti di Ravello, regia di Francesco De Robertis (1950)
- Le meravigliose avventure di Guerrin Meschino, regia di Pietro Francisci (1952)
- La regina di Saba, regia di Pietro Francisci (1952)
- I vitelloni, regia di Federico Fellini (1953)
- Amore romantico, episodio di Amori di mezzo secolo, di Glauco Pellegrini (1954)
- Ricordami, regia di Ferdinando Baldi (1955)
- Ciao, pais..., regia di Osvaldo Langini (1956)
- Il diavolo nero, regia di Sergio Grieco (1957)
- Due selvaggi a corte, regia di Ferdinando Baldi (1958)
- Sergente d'ispezione, regia di Roberto Savarese (1958)
- Il vedovo, regia di Dino Risi (1959)
- La vendetta di Ercole, regia di Vittorio Cottafavi (1960)
- Spade senza bandiera, regia di Carlo Veo (1960)
- Un dollaro di fifa, regia di Giorgio Simonelli (1960)
- Maciste contro il vampiro, regia di Sergio Corbucci, Giacomo Gentilomo (1961)
- Ercole al centro della Terra, regia di Mario Bava (1961)
- 2+5 missione Hydra, regia di Pietro Francisci (1966)
- E venne il tempo di uccidere, regia di Enzo Dell'Aquila (1968)
- Brucia ragazzo, brucia, regia di Fernando Di Leo (1969)

### Televisione
- Le avventure di Nicola Nickleby, regia di Daniele D'Anza – miniserie TV (1958)
- Ragazze in vetrina, episodio di Aprite: polizia! – miniserie TV (1958)
- Vacanze col gangster, episodio di Giallo club. Invito al poliziesco – miniserie TV (1960)

## Doppiatrici
- Rita Savagnone in Un dollaro di fifa, 2+5 missione Hydra
- Maria Pia Di Meo in Ercole al centro della terra, Maciste contro il vampiro
- Lydia Simoneschi in Le meravigliose avventure di Guerrin Meschino
- Andreina Pagnani in La regina di Saba
- Rina Morelli in I vitelloni
- Fulvia Mammi in Ricordami
- Rosetta Calavetta in La vendetta di Ercole